# Helga Masthoff
Helga Masthoff (* 11. November 1941 in Essen als Helga Niessen) ist eine ehemalige deutsche Tennisspielerin.

## Leben und Karriere
Sie war die erfolgreichste deutsche Tennisspielerin nach dem Krieg bis Anfang der 1980er Jahre, als Sylvia Hanika ihre beste Zeit hatte. 1968 bei den Olympischen Spielen in Mexiko, als Tennis Demonstrationswettbewerb war, gewann sie im Dameneinzel und Damendoppel (mit Edda Buding) die Gold- und im Mixed (mit Jürgen Faßbender) die Silbermedaille.
Ihre größten internationalen Erfolge danach waren die Siege bei den German Open von 1972 bis 1974, wobei sie im Finale 1974 Martina Navrátilová bezwang, und die Endspielteilnahme 1970 bei den French Open, als sie sich erst im Finale Margaret Court geschlagen geben musste. 1976 konnte sie im Doppelwettbewerb in Paris noch einmal das Finale erreichen. Im Federation Cup stand sie mit Deutschland 1966 und 1970 im Finale, das jeweils verloren wurde. Insgesamt nahm sie an 56 Federation-Cup-Matches teil und verließ 38-mal den Platz als Siegerin.
Helga Masthoff spielte für ETuF Essen. Mit ihrem Verein gewann sie mehrfach die Deutsche Mannschaftsmeisterschaft der Damen.
Nach ihrer Karriere betrieb sie mehrere Jahre eine Tennisschule mit angeschlossenem Hotel auf Gran Canaria.

## Statistik
Nationale Titelgewinne
- Deutsche Meisterin im Einzel: 1965, 1966, 1968, 1969, 1971, 1972, 1975–1978
- Deutsche Meisterin im Doppel: 1968, 1970–74 (mit Heide Orth), 1975–1979 (mit Katja Ebbinghaus)
- Deutsche Meisterin im Mixed: 1964 (mit Günter Sanders), 1969–1972 (mit Hans-Jürgen Pohmann)[4]

Internationale Titelgewinne
- Siegerin Internationale Meisterschaften von Deutschland – Einzel: 1972–1974
- Siegerin Internationale Meisterschaften von Deutschland – Doppel: 1972–1974

Grand Slam Turniere
- 2 × Finalistin French Open, Paris – 1970 (Einzel), 1976 (Doppel)

Federation Cup
- 33 Nominierungen Fed Cup Team: 1965–1977[8]

Weltrangliste
- Höchste Weltranglistenposition: Nr. 4 1970[9]

Auszeichnungen
- Goldene Ehrennadel des DTB
- Silbernes Lorbeerblatt der Bundesrepublik Deutschland
- Sportplakette und den Verdienstorden des Landes Nordrhein-Westfalen
- Goldene Ehrennadel des ETUF Essen